# 탐욕 (1924년 영화)
《탐욕》(Greed)은 미국에서 제작된 에리히 폰 슈트로하임 감독의 1924년 드라마 영화이다. 깁슨 갤런드 등이 주연으로 출연하였다. 앞서 같은 소설을 원작으로 하는 무성 영화 《Life's Whirlpool》(1916)이 나온 적이 있다.

## 출연

### 주연
- 깁슨 갤런드
- 세이주 피츠
- 진 허숄트

### 조연
- 체스터 콘클린
- 실비아 애시턴
- 아스커 구텔
- 아토 구텔
- 프랭크 헤이즈
- 잭 커티스

## 기타
- 미술: 리처드 데이

## 같이 보기
- 상영 시간순 영화 목록